# Batiskaf
Batiskaf je prosto potopljiva globokovodna podmornica na lastni pogon, ki sestoji iz kabine za posadko, ki je podobna batisferi, vendar visi pod plovcem namesto iz površinskega kabla kot pri klasični obliki.
Plovec/trup je kot balast napolnjen z bencinom ker je zlahka na voljo, ker lebdi v vodi in je praktično nestisljiv. Nestisljiv bencin pomeni, da so rezervoarji lahko zelo rahlo zgrajeni, saj je tlak znotraj in zunaj rezervoarjev izenačen in ne zahteva prenosa nikakršnih razlik tlaka. Po drugi strani pa mora kabina za posadko zdržati veliko tlačno razliko in je zelo masivno zgrajena. Plovnost na površini se lahko zlahka uravnoteži z zamenjavo bencina z vodo, ki je gostejša.
Auguste Piccard, izumitelj prvega batiskafa, si je izmislil ime batiskaf z uporabo starogrške besede βαθύς bathys ('globok' in σκάφος skaphos ('plovila'/'ladja').

## Način delovanja
Pri spuščanju batiskaf preplavi posode za zrak z morsko vodo, vendar za razliko od podmornice vode v poplavljenih rezervoarjih ni mogoče zamenjati s stisnjenim zrakom za dvig, saj je vodni pritisk na globinah, za katere je plovilo izdelano, prevelik. Na primer, tlak na dnu Challenger DeepIzzivalčevo brezno je več kot sedemkrat večji kot v standardnem "H-tipu" plinske jeklenke. Namesto tega se balast v obliki železnih šiber sprosti in šibre se izgubijo na oceanskem dnu. Posode z železnimi šibrami se izpraznijo skozi enega ali več lijakov, ki so odprti na dnu med potopom, pri čemer so šibre pritrjene z elektromagnetom na vratu. Naprava je varna, saj ne zahteva nobene moči za dvig; v primeru izpada električne energije, šibre izpadejo s pomočjo gravitacije in vzpon poteka avtomatsko.

## Zgodovina razvoja
Prvi batiskaf je bil poimenovan FNRS-2 po Fonds National de la Recherche Scientifique in ga je zgradil v Belgiji od leta 1946 do 1948 Auguste Piccard. (FNRS-1 je bil balon, ki ga je Piccard uporabljal za vzpon v stratosfero leta 1938). Pogon je zagotavljala baterija elektromotorjev. Plovec je vseboval 37.850 litrov letalskega bencina. Ni bilo dostopa do predora; krogla se je nakladala in razkladala, ko je bila na krovu. Prve vožnje so podrobno opisani v knjigi Jacquesa Cousteauja Tihi svet (The Silent World: A Story of Undersea Discovery and Adventure). Kot je opisano v knjigi, "plovilo je mirno prenašalo pritisk na globinah, vendar je bilo uničeno v manjšem sunku vetra". FNRS-3 je bilo novo podvodno plovilo, z uporabo posadke v krogli iz poškodovane FNRS-2 in novim večjim 75.700 litrskim plovcem.
Drugi Piccardov batiskaf je bilo pravzaprav tretje plovilo Trieste, ki ga je kupil od mornarice ZDA v Italiji leta 1957. Imel je dva vodna rezervoarja za balast in enajst cistern s 120.000 litri bencina. 

## Dosežki
Leta 1960 sta v Trieste Piccardov sin Jacques Piccard in poročnik Don Walsh, dosegla najglobljo znano točko na zemeljskem površju, Challenger Deep (Izzivalčevo brezno), v Marianskem jarku.
Sistemi na krovu so identificirali globino 11.521 m, vendar je bilo to pozneje popravljeno na 10.916 m, ob upoštevanju razlik, ki izhajajo iz slanosti in temperature. Kasnejše in natančnejše meritve v letu 1995 so ugotovile, da je Izzivalčevo brezno nekoliko plitvejše, z globino 10.911 m.
Batiskaf je bil opremljen z zmogljivo lučjo, ki je osvetljevala majhne iverim podobne ribe, s čimer je bilo vprašanje ali je življenje v takšni globini v popolni odsotnosti svetlobe, ovrženo. Posadka Trieste je ugotovila, da so tla sestavljena iz diatomejskega mulja in poročala o »neke vrste ploščatih ribah, ki spominjajo na podplat, približno 1 čevelj dolge in 6 centimetrov prečno«, ki ležijo na morskem dnu. 
Leta 1995 so Japonci poslali Kaikō, vodno plovilo brez posadke v globino, vendar se je kasneje izgubilo v morju. Leta 2009 je ekipa iz oceanografskega instituta Woods Hole poslala robotsko podmornico z imenom Nereus na dno jarka.
Dne 25. marca 2012 je James Cameron dosegel Izzivalčevo brezno v Marianskem jarku v plovilu Deepsea Challenger. 